# بلدورف
بلدورف (به آلمانی: Beldorf) یک شهر در آلمان است که در Mittelholstein واقع شده‌است. بلدورف ۲۸۸ نفر جمعیت دارد.